# Afrika Festival
Het Afrika Festival is een jaarlijks tweedaags festival in het openluchttheater in Hertme met Afrikaanse muziek en cultuur. In 2013, 2014 en 2015 werd het Afrika Festival door Songlines Magazine verkozen tot een van de 25 beste festivals in Europa. In 2019 en 2020 werd het festival door VPRO's 3voor12 opgenomen in de lijst van 50 belangrijkste festivals van Nederland.

## Geschiedenis
Het Afrika Festival is spontaan ontstaan in 1989, tijdens een optreden van een dansgroep uit Burkina Faso. Er komen duizenden mensen en er staan vele kramen met Afrikaans eten en koopwaar. In 2013 bestond het festival 25 jaar, mede door de inzet van gepensioneerd huisarts en organisator Rob Lokin. Hij kreeg in 2010 de Zilveren Anjer voor dit werk. Het festival werkt zonder subsidie en wordt georganiseerd met hulp van vrijwilligers. In 2020 kon het festival, vanwege Corona, geen doorgang vinden. In 2021 werd een digitale variant van het festival georganiseerd. 

## Optredende artiesten
Voorbeelden van artiesten die hebben opgetreden op het Afrika Festival:
- Alpha Blondy & the Solar System (2018)
- Bassekou Kouyate (2007, 2013)
- Bi Kidude (2009)
- Boubacar Traoré (1997, 2012)
- Cheikh Lô (2006)
- Fatoumata Diawara (2010, 2019)
- Femi Kuti (2004)
- Habib Koité (1996, 1998, 2014)
- Hugh Masekela (2012)
- JuJu (Justin Adams & Juldeh Camara) (2012)
- Khaira Arby (2011)
- Lura (2008)
- Madagascar All Stars met Régis Gizavo (2007)
- Mayra Andrade (2011)
- Oliver Mtukudzi (2000, 2013)
- Orchestra Baobab (2002)
- Oumou Sangaré (1993, 2017)
- Richard Bona (2013)
- Rokia Traoré (2017)
- Salif Keita (2013, 2024)
- Sona Jobarteh (2018)
- Staff Benda Bilili (2011)
- Mahotella Queens (2006)
- Tinariwen (2002)
- Tito Paris (2003)
- Tony Allen (2013)
- Youssou N'Dour (2016, 2025)